# Buffalo (Kansas)
Buffalo város az USA Kansas államában. Lakosainak száma 217 fő (2020. április 1.).

## Népesség
A település népességének változása:

| 2010 | 232 |
| 2020 | 217 |